# Демьяниха
Демьяниха — опустевшая деревня в Удомельском городском округе Тверской области.

## География
Деревня находится в северной части Тверской области на расстоянии приблизительно 27 км на север-северо-восток по прямой от железнодорожного вокзала города Удомля.

## История
Деревня известна с 1478 года. В 1859 году принадлежала казне. Здесь было учтено дворов (хозяйств) 5 (1859 год), 8 (1886), 10 (1911), 14 (1958), 1 (1986), 0 (1991). В советский период истории здесь действовали колхозы им. Демьяна Бедного, им. Суворова, им. Калинина и «Мир». До 2015 года входила в состав Куровского сельского поселения до упразднения последнего. С 2015 года в составе Удомельского городского округа. По состоянию на 2020 год опустела.

## Население
Численность населения: 40 человек (1859 год), 51 (1886), 86 (1911), 45(1958), 3(1986), 0 в 2002 году, 1 в 2010.